# Dentakryl
Dentakryl - metakrylátová licí pryskyřice pro technické použití. Jedná se o plastickou hmotu (plast), dvousložkové lepidlo, které se užívá např. pro výrobu zubních náhrad (či jiných protéz), v elektrotechnice pro lepení součástek (dobrý elektrický izolant), při výrobě bižuterie, jako materiál pro výrobu držadel nástrojů. V domácnosti též jako tmel či speciální pojidlo vhodné pro všechny kutily a modeláře. Dentakryl se rovněž může použít jako nouzové ztužovadlo při výrobě napalmu.